# آیدین قشلاق
آیدین قشلاق (به لاتین: Aydınqışlaq) یک منطقه مسکونی در جمهوری آذربایجان است که در شهرستان واقع شده است. آیدین قشلاق ۲۰۲۶ نفر جمعیت دارد.